# Ribarci (Rosoman)
Ribarci (makedonsky: Рибарци) je vesnice v Severní Makedonii. Nachází se v opštině Rosoman ve Vardarském regionu.

## Geografie
Vesnice se nachází v oblasti Tikveš, 10 km severozápadně od města Kavadarci a 3 km východně od centra opštiny Rosoman.

## Demografie
Podle sčítání lidu z roku 2021 žije ve vesnici 29 obyvatel. Etnické skupiny jsou:
- Makedonci – 27
- Srbové – 1
- ostatní – 1

| Rok          | 1900 | 1905 | 1948 | 1953 | 1961 | 1971 | 1981 | 1991 | 1994 | 2002 | 2021 |
| ------------ | ---- | ---- | ---- | ---- | ---- | ---- | ---- | ---- | ---- | ---- | ---- |
| Obyvatelstvo | 165  | 136  | 225  | 207  | 189  | 142  | 67   | 51   | 39   | 41   | 29   |